# Horloge endogène
Une horloge endogène est un mécanisme biologique qui permet de rythmer, aussi bien chez des organismes unicellulaires que pluricellulaires, une activité physiologique ou comportementale. Les activités cycliques peuvent être individuelles (tel le sommeil) ou collectives (comme la reproduction). Dans le cas d'activités collectives, leur synchronisation apporte un avantage aux organismes dotés de ces horloges, ce qui a pu être mis en place par la sélection naturelle. L'évolution a ainsi privilégié certaines horloges, selon le mode de vie des organismes, pour répondre à des fonctions spécifiques. Les avantages évolutifs des horloges endogènes se constatent dans un large éventail du vivant, allant d'une minuterie dans la reproduction de coraux à la floraison pluriannuelle de bambous, en passant par l'éveil groupé de chauves-souris caverneuses.

## Introduction aux rythmes des horloges
C'est à partir du XXe siècle que le rôle sélectif joué par les horloges endogènes a été étudié. Leur omniprésence dans le vaste règne du monde vivant eucaryote, les cyanobactéries étant à ce jour les seules représentantes procaryotes, témoigne en effet de leur importante valeur évolutive si ce n'est d'une fonction élémentaire. Cet outil biologique capable de mesurer différents rythmes naturels tout comme d'en produire plusieurs chez un même individu est basé sur une gamme d'acteurs et engrenages moléculaires, qui font échos à la diversité des organismes dotés de ces horloges. L'étude de ce constat supporte ainsi l'idée que les horloges endogènes résultent de plusieurs origines évolutives apparues indépendamment au cours de l'évolution. 
En revanche leur finalité, et non leur fonction, est bel et bien commune ; celle de privilégier le développement des organismes les plus adaptés à leurs milieux.
La mesure des cycles environnementaux (ensoleillement, marée, saison etc.) par des individus avantagés d'une horloge endogène optimise leur réponse physiologique ce qui leur est ainsi gage d'une meilleur adaptabilité au milieu. Comme le présente la littérature la sélection de ces individus se fait par la sélection des horloges génératrices des rythmes les plus proches du cycle jour/nuit dans lequel ces derniers se trouvent. L'explication derrière ce phénomène est la synchronisation facilitée d'une horloge endogène à mesure que sa période se rapproche de celle du cycle jour/nuit soumis. A la nuance près que, posséder une période endogène identique à celle du cycle jour/nuit handicape la synchronisation de l'horloge ce qui est défavorable pour faire face aux aléas environnementaux. C'est pourquoi la sélection a favorisé les organismes possédant un rythme biologique circadien.

## La sélection par les rythmes
Pour autant, à l'inverse d'une horloge qui par définition mesure un temps universel, les horloges biologiques dont il est question sont elles autrement perfectionnées et traitent une multitude de rythmes ! Il existe donc une palette d'horloges (circadienne, lunaire, infradienne et pluriannuelle seront traitées) finement sélectionnées pour d'une part percevoir le rythme des facteurs abiotiques, auxquels elles sont sensibles (condition d'entraînement), et d'autre part rythmer la physiologie des organismes indépendamment de ces facteurs (condition libre cours).[réf. nécessaire]
De ce fait on comprend que ces rythmes sont orchestrés chez un même individu pour agir de manière concertée dans l'optique d'offrir une réponse compétitive, nécessaire à la perpétuelle lutte pour la vie qui est le dénominateur commun à tout être vivant. On peut dès lors différencier des rythmes dits conservateurs qui optimisent la réponse individuelle d'un organisme dans un milieu donné, de ceux dits reproducteurs, qui garantissent la réponse normée entre individus d'une espèce donnée. Cette terminologie s'applique toutefois à des organismes sexués où l'on peut distinguer le développement d'un individu, de sa valeur sélective.
C'est pourquoi, si les fonctions physiologiques vitales (sommeil, photosynthèse etc.) d'un individu sont certes hautement impactées par la sélection, des fonctions non-vitales pour l'individu mais primordiales pour la perpétration de son espèce sont loin d'être négligeables et tout autant déterminante sélectivement parlant.
La diversité de ces rythmes acquis et évolués par sélection sont ainsi responsables d'exploits naturels, reposant sur une accumulation d'événements synchronisés allant de l'intégration des signaux environnementaux aux interactions physiologiques collectives.

## Une multiplicité de rythmes pour une meilleure synchronisation
Bien que mal compris dans son intégralité, l'un des meilleurs exemples pour illustrer l'enjeu sélectif associé à la précision synchronique des horloges endogènes est la ponte en masse d’œufs chez les coraux de récif Montastraea franksi par exemple. En effet les études convergent pour établir ce phénomène unique (un à deux soirs par année) comme résultat d'une sommation d'événements naturels rythmiques que sont les cycles saisonnier, lunaire et diurne. Plus précisément encore, la corrélation de ses facteurs abiotiques s'exécute via la mécanique suivante : le mois de ponte est déterminé par les cycles d'ensoleillement, responsables des températures appropriées pour un territoire donné,, alors que la nuit de ponte est quant à elle établie à partir du cycle lunaire, aussi bien par sa luminosité que par les coefficients de marée induits,,,, et enfin de l'heure jusqu'aux minutes de ponte sont scellés par le coucher de soleil, élément déclencheur à la libération constante des gamètes d'année en année pour une même espèce si l'on considère l'heure solaire plutôt que légale,.
S'ajoute à ces perceptions multiples, une réponse comportementale entre coraux d'une même espèce qui est également impliquée dans la synchronisation de ponte. Dans la mesure où la plupart des coraux effectuent une reproduction sexuée reposant entièrement sur cette ponte annuelle, le premier facteur limitant intrinsèque à l'espèce est la dilution des gamètes. De ce fait une parfaite coordination est capitale pour assurer un taux de fertilisation optimal, justifiant l'existence d'une fenêtre de ponte de 30 minutes seulement. Toutefois si l'heure du coucher de soleil est corrélée à la synchronisation des pontes, cette observation n'implique pas un contrôle direct du coucher de soleil sur la ponte collective. En effet après suppression en laboratoire du signal coucher de soleil, l'horloge en condition libre cours reste fonctionnelle sur une longue période prêtant donc au cycle d'ensoleillement un rôle d'entraînement " limité ". Il n'est donc pas exclu que la ponte soit une réponse comportementale collective contrôlée par l'horloge endogène des coraux, elle-même entraînée par le cycle d'ensoleillement.
À ce jour, les proportions dans lesquelles les mécanismes moléculaires et interactions rythmiques sont déterminés par entraînement et/ou horloge endogène n'ont donc pas été clairement définis. Néanmoins l'avantage adaptatif est ici observable, comme l'atteste la diminution du taux de fertilisation pour toute ponte effectuée deux heures après le phénomène de masse. Les coraux sont ainsi individuellement sélectionnés pour leur potentiel reproducteur, dépendant et conditionné par leur sensibilité de précision aux  rythmes environnants et par la synchronisation collective de leur réponse comportementale.
La pression environnementale exercée sur les horloges endogènes, à travers l'avantage individuel conféré, est sans doute la plus répandue et étudiée. Or d'autres pressions impliquées dans la sélection des horloges existent, telles que la pression sociale.

## La pression sociale comme source de synchronisation
Les chauves-souris, plus particulièrement ici Hipposideros speoris, sont des prédateurs nocturnes possédant une série d'adaptations physiologiques et comportementales spécifiques à leur mode de vie. En effet il a été observé chez cette espèce caverneuse une coordination d'éveil sous forme d'envolées vers l'ouverture de la grotte, démarrant systématiquement deux heures avant leur début de prédation. Cette phase d'éveil collectif appelée scotophase est commune à ces chauves-souris possédant un rythme d'activité circadien légèrement inférieur à 24 heures. 
Ainsi, alors que ces dernières sont dans la grotte en conditions DD et de surcroît soumises à aucun facteur environnemental, il semblerait que la régularité d'éveil scotophasique soit le fruit d'une horloge endogène entraînée par un signal interne à l'espèce. C'est pourquoi si l'on isole les chauves-souris de toute interaction sociale dans une grotte inhabitée, leur rythme d'activité circadienne se décale est devient alors de 24 heures précisément. Or si certaines sont confinées à l'écart de leurs semblables mais en présence d'autre chauves-souris dans la grotte, leur rythme est également inférieur à 24 heures, donc inchangé. Cette observation apprend donc que l'environnement social est source de signaux, qui plus est nécessaire à l'entraînement des horloges. 
Dès lors on peut supposer que la prédation collective chez ces espèces de chauves-souris représente un avantage sélectif. Et l'un des moyens par lequel cette sélection s'est opérée est la synchronisation de l'horloge endogène par des signaux collectifs, vraisemblablement de nature auditive via ultra-sons.

## Les rythmes collectifs aux profits d'avantages individuels
Dans L'Origine des espèces, Charles Darwin y associe ce phénomène naturel de compétition à l'économie d'Adam Smith pour en expliquer la cause, et l'intégrer sans contradiction dans sa théorie de l'évolution. Ainsi l'idée directrice qui en ressort est que tout individu œuvre à pérenniser sa lignée, or, agir pour le bien collectif apporte davantage d'intérêts individuels que d'agir pour son propre bien.
L'étude de Phyllostachys bambusoïdes, repris dans Darwin et les Grandes Énigmes de la vie par Stephen Jay Gould, est un cas extrême permettant d'illustrer ce concept à travers un avantage commun intraspécifique. Ces bambous originaires de Chine ont en effet pour particularité une floraison pluriannuelle, d'un cycle de 120 ans plus précisément. Quel intérêt aurait ces bambous à d'une part suivre un cycle de reproduction sexuée si long, et d'autre part à synchroniser collectivement cet événement ? Pour ainsi dire, une population japonaise transplantée dans divers pays a fleuri simultanément dans la fin des années soixante au Japon, en Angleterre, Alabama et Russie. Malgré ces différentes localisations et donc conditions environnementales diverses, cette floraison synchronisée illustre le caractère endogène des rythmes dont sont dotés P. bambusoïdes. 
Ainsi comme énoncé précédemment le fonctionnement des horloges moléculaires est tel, qu'indépendamment de tout stimulus rythmique externe, celles-ci sont capables de rythmer la physiologie des bambous. Et ce jusqu'à séquencer leur cycle de reproduction qui est basé sur leur durée de vie. Or conformément à la définition retenue des horloges endogènes, elles sont toutefois entraînables par des signaux externes. En effet il s'avère qu'aucun bambou de cette espèce avec un cycle correct ne pousse entre les parallèles 5° N et 5° S, où la température oscille à peine. Les signaux capables d'influencer ces horloges semble donc être de nature lumineuse et non thermique. C'est pourquoi si l'on admet que P. bambusoïdes est entraîné par les variations d'exposition à la lumière, ces derniers poussent incorrectement à l'équateur où leur mécanique moléculaire serait incapable de mesurer les jours ou années. 
Cet entraînement est en effet indispensable à la synchronisation des rythmes dans la mesure où ces bambous périssent systématiquement après leur unique floraison. Il est donc crucial que cet événement soit coordonné pour permettre la rencontre des gamètes mâles et femelles assurant ainsi un brassage génétique nécessaire à la viabilité de l'espèce. Il s'agit là certes d'un bon argument aux floraisons synchronisées, pour autant il n'explique pas la raison d'une telle latence reproductive. Une fois encore le moteur évolutif à cet exploit naturel est la lutte pour la survie, réalisée ici par une stratégie nommée la saturation du prédateur . 
En effet les mécanismes pour assurer sa descendance sont dans la nature, à l'image des différences entre organismes, tout aussi divers et variés. Les gamètes mâles contenus dans les grains de pollen libérés par P. bambusoïdes étant à la merci de multiples prédateurs, pour pallier cet obstacle l'évolution a favorisé chez ces bambous une floraison intensive et rare. Le succès reproducteur de P. bambusoïdes repose de ce fait sur l'association des deux caractères suivants qui sont à l'origine du développement de son horloge pluriannuelle si particulière: Tout d'abord l'intensivité du phénomène passe par sa floraison synchronisée chez l'ensemble des individus (pour un territoire donné), dans l'unique objectif d'échapper à la prédation pour quelques graines. Quand bien même un grand nombre sera gaspillé considérant la saturation du sol, non propice à la germination de chaque grain semé. D'autre part la rareté de la floraison est quant à elle contrôlée par des engrenages moléculaires inconnus à ce jour, mais à toute fin pratique, ils sont responsables de la production d'un cycle étonnamment long. De telle manière que la durée du cycle soit supérieure au cycle de vie de tout prédateur afin que ces derniers soient incapables d'en percer l'existence ni de s'y adapter.
Par cet exemple de floraison synchronisée chez Phyllostachys bambusoïdes, il est avéré qu'une horloge endogène peut être source d'atouts collectifs pour des individus d'une même espèce, bien que la sélection naturelle se fasse au niveau des avantages individuels qu'elle confère.